# Чепінг (адміністративна одиниця)
Чепінг (швед. köping, когнат до  англійського топоніма chipping, який вимовляється як «чіпін») —  шведська назва для ринкового міста з середньовіччя. Цей термін було скасовано муніципальною реформою 1971 року, коли Швеція була поділена на комуни (зараз їх налічується 290).

## Швеція

### Історія
У 1863 році в Швеції були введені перші акти місцевого самоврядування. Існували два акти, один для Міста у Швеції міст і один для сільських районів. З близько 2500 муніципалітетів 89 мали статус міста і, таким чином, мали право називати себе stad (місто). За «сільським» актом було також 8 населених пунктів, яким надали статус köping, який розміщував їх між сільським муніципалітетом та містом. Кількість населених пунктів, позначених як köping, різко зросла протягом XX-го століття і досягла свого піку в 1959 році, коли їх було 95. Багато нових поселень під час індустріалізації Швеції, а також деяких околиць в столичних районах, спочатку отримав назву köping, і вона також була частиною їх назви (наприклад, Нючепінг, але не слід плутати з містами, створеними в XIII столітті або раніше, наприклад, Лінчепінг або Єнчепінг). Пізніше вони зростали і отримали статус міста, але залишили закінчення köping в назві (див. список нижче). Було встановлено, що переважна більшість (майже 70 %) таких визначених ринкових міст лежать в межах 200 км² в південно-центральній Швеції, особливо в економічно високо продуктивному регіоні на захід і на південь від Стокгольма, в ленах Седерманланд, Еребру, Естерйотланд і Єнчепінг.
Широке злиття шведських муніципалітетів у 1971 році усунуло відмінності між містами, ринковими містами та сільськими муніципалітетами. Багато з колишніх ринкових міст є тепер центрами комун. На відміну від терміну stad, köping рідко використовується в повсякденній мові сьогодні.

### Топоніми, що містять словочепінг
| - Лінчепінг (104 232 жителів) - Єнчепінг (89 396) - Норрчепінг (87 247) - Ничепінг (29 891) - Лідчепінг (25 644) - Енчепінг (21 121) - Чепінг (17 743) - Фальчепінг (16 350) - Седерчепінг (6 992) Оскільк нинішня Фінляндія була тоді частиною Швеції, фінське слово kauppala має те саме значення. Фінське слово kaupunki, запозичене з давньоскандинавського слова для köping, сьогодні є головним словом, що позначає місто в фінській мові. - Комуна (Швеція) - Міста Швеції - Міста у Швеції - Населені пункти Швеції |